# ملکه وو
ملکه وو (کره‌ای: 왕후 우씨; هانجا: 王后 于氏؛ درگذشته ۲۳۴ میلادی) ملکه هم‌نشین گوگوریو به عنوان همسر پادشاه گوگوکچون سپس همسر برادر کوچکترش پادشاه سانسانگ بود. او به خاطر حفظ اقتدار عالی شهرت داشت و امروزه به عنوان یک زن مستقل شناخته می‌شود که با موفقیت خواسته‌های خود را دنبال می‌کرد. ازدواج دوم او نمونهٔ مشهوری از رسم زن‌برادرستانی در گوگوریو است.

## در فرهنگ عامه
- به تصویر کشیده شده در مانهوای سال ۲۰۲۰، امپراتوری ملکه[۳]
- بازی شده توسط جون جونگسو در مجموعه تلویزیونی محصول سال ۲۰۲۴ تیوینگ، ملکه وو